# Cathédrale Notre-Dame-de-l'Assomption de Lodi
La cathédrale de Lodi ou basilique cathédrale Notre-Dame de l'Assomption (duomo ou Basilica Cattedrale della Vergine Assunta en italien) est la plus importante église de la ville de Lodi, en Lombardie, et le siège épiscopal du diocèse de Lodi. 

## Histoire

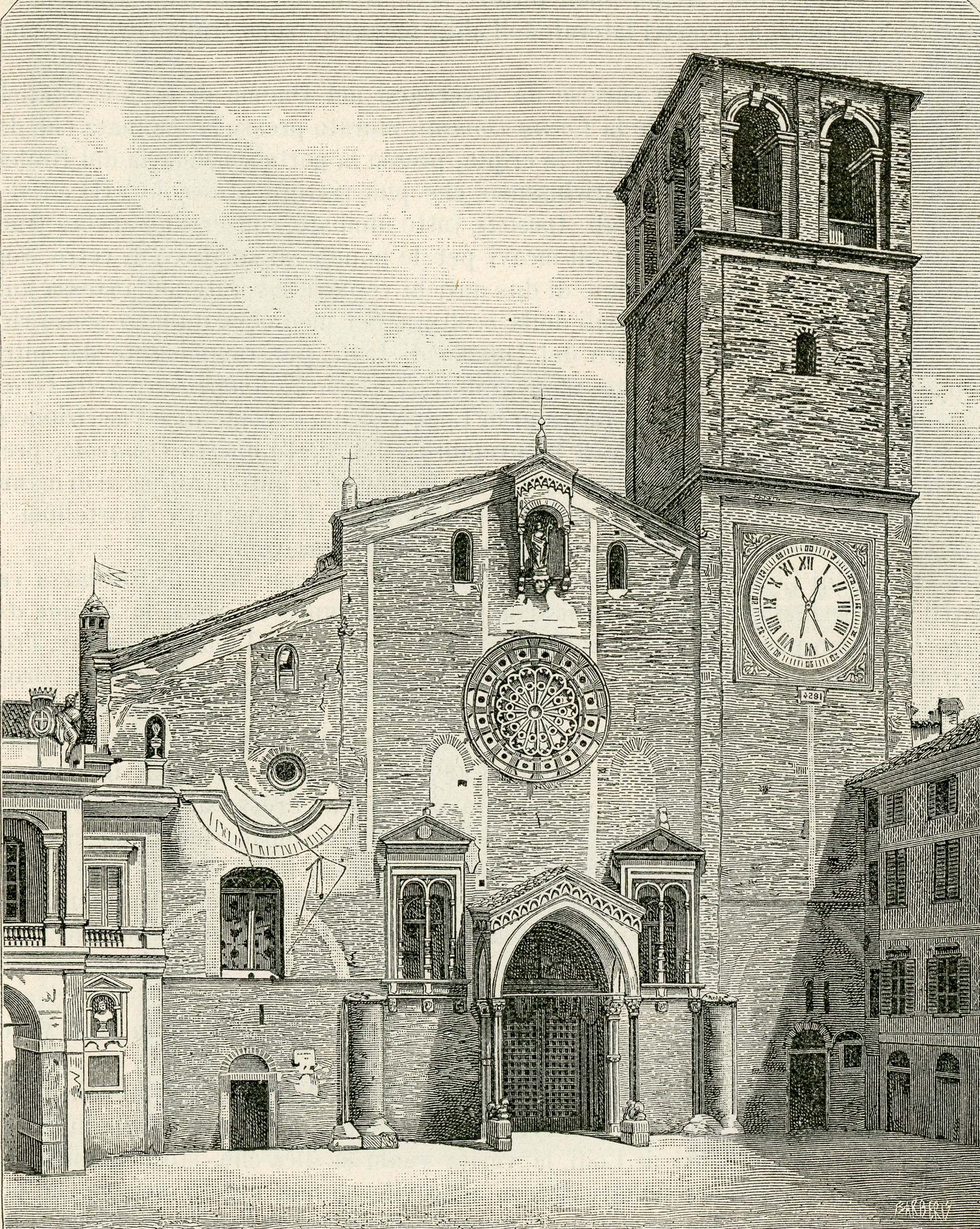
Gravure de 1894.

L'église a été fondée le 3 août 1158, le jour où Lodi fut rebâtie après sa destruction par les troupes milanaises en 1111. La première phase de construction pour laquelle très probablement les matériaux de l'ancienne Laus Pompeia (dans ce qui est aujourd'hui « le vieux Lodi ») ont été utilisés, a pris fin en 1163.
La crypte a été inaugurée lors de la translation des reliques de saint Bassien (it) (san Bassiano), le 4 novembre 1163, en la présence de l'empereur Frédéric Barberousse.
La seconde phase a été réalisée de 1170 à 1180, bien que la façade ne fut achevée qu'en 1284. Plus tard, des restaurations du XVIIIe siècle ont modifié l'apparence de l'édifice, qui a toutefois été ramené à celle d'origine en 1958-1965.

## Architecture

### Façade
La façade, en brique, est asymétrique. Elle est dans un style roman typique, exception faite du portique, grande entrée de style gothique soutenue par de petites colonnes avec des sculptures léonines à la base.

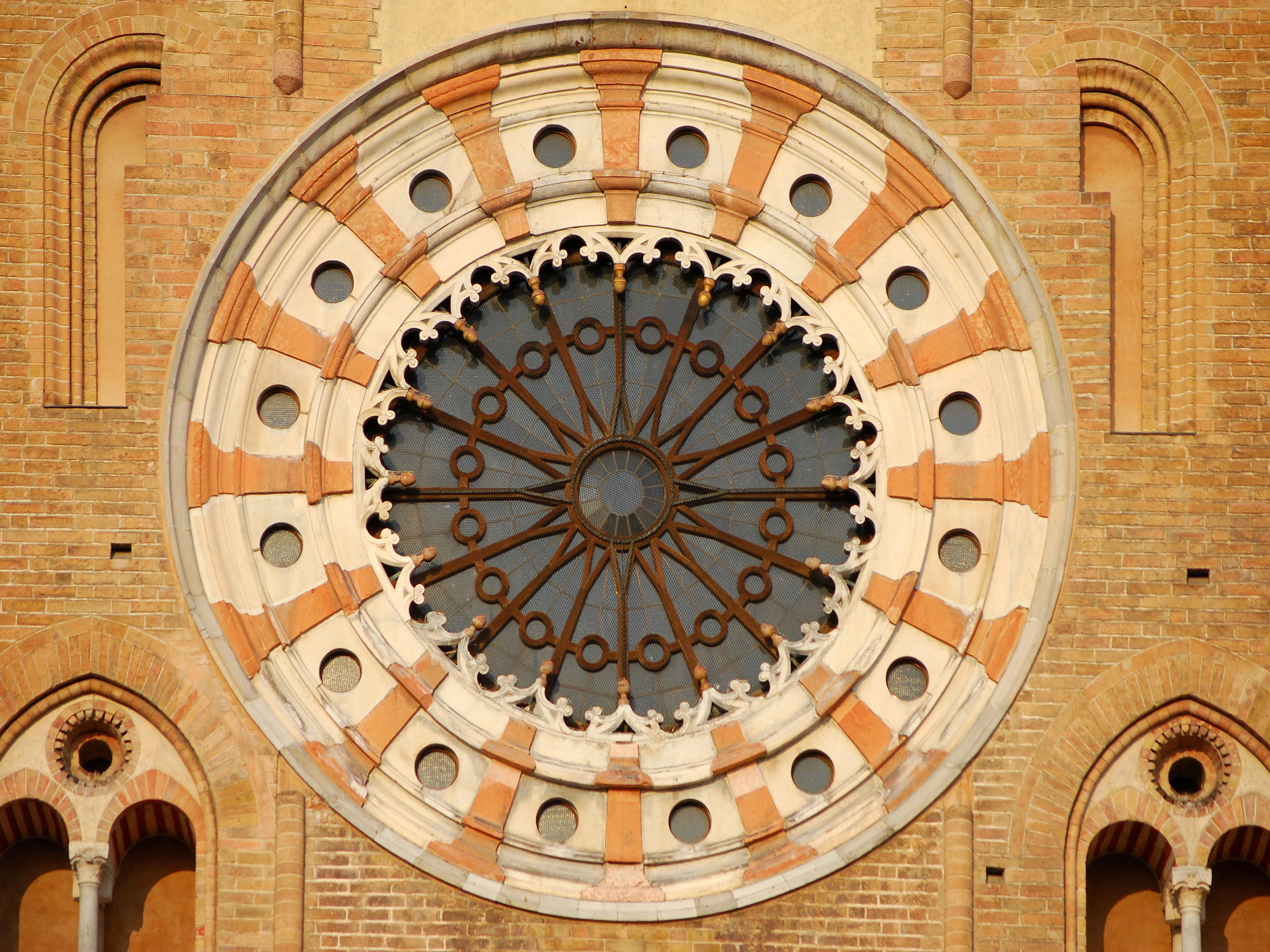
Rosace de la façade.

Les autres caractéristiques comprennent la grande rosace centrale et deux doubles fenêtres Renaissance à meneaux, semblables à celles conçues par Giovanni Antonio Amadeo pour la chartreuse de Pavie. On trouve également une niche de la statue en bronze de saint Bassiano. Le clocher massif construit en 1538-1554 est resté inachevé.

### L'intérieur
L'intérieur possède une nef et deux bas-côtés, sous les voûtes croisées, séparées par des piliers cylindriques en maçonnerie. Les œuvres comprennent un polyptyque de Callisto Piazza représentant le massacre des Innocents, un autre polyptyque par Alberto Piazza avec la Vierge de l'Assomption. Enfin, la grande abside est ornée d'une mosaïque exécutée par Aligi Sassu.
Entre l'église et le palais épiscopal se trouve un tribunal avec ce qui reste du cloître de 1484, conçu par Givoanni Battagio et caractérisé par des colonnes en briques et des décorations. Le complexe abrite également un musée diocésain de l'Art sacré.

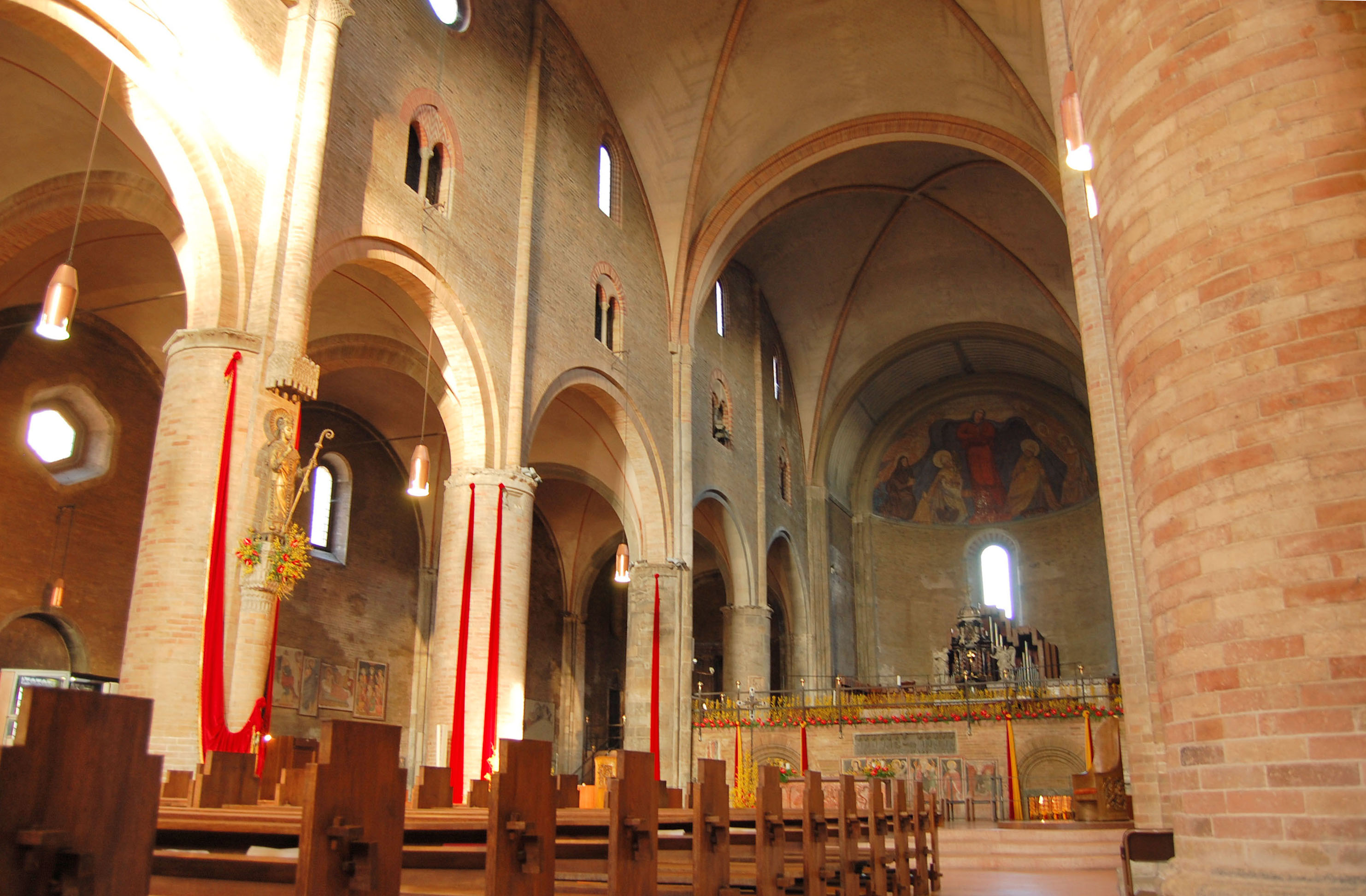
Vue de l'intérieur.
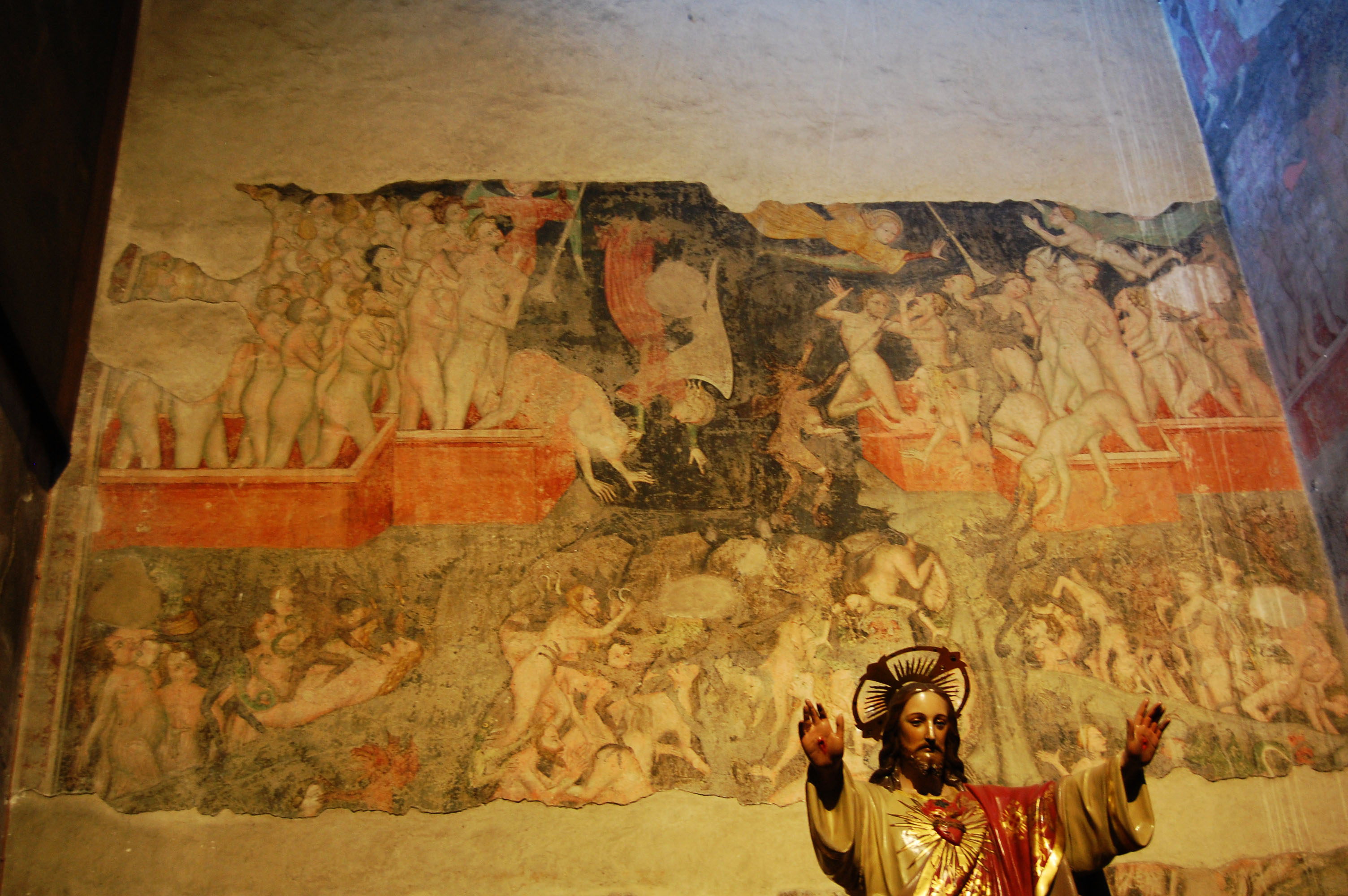
Le Jugement dernier, une fresque du XVe siècle.

### La crypte

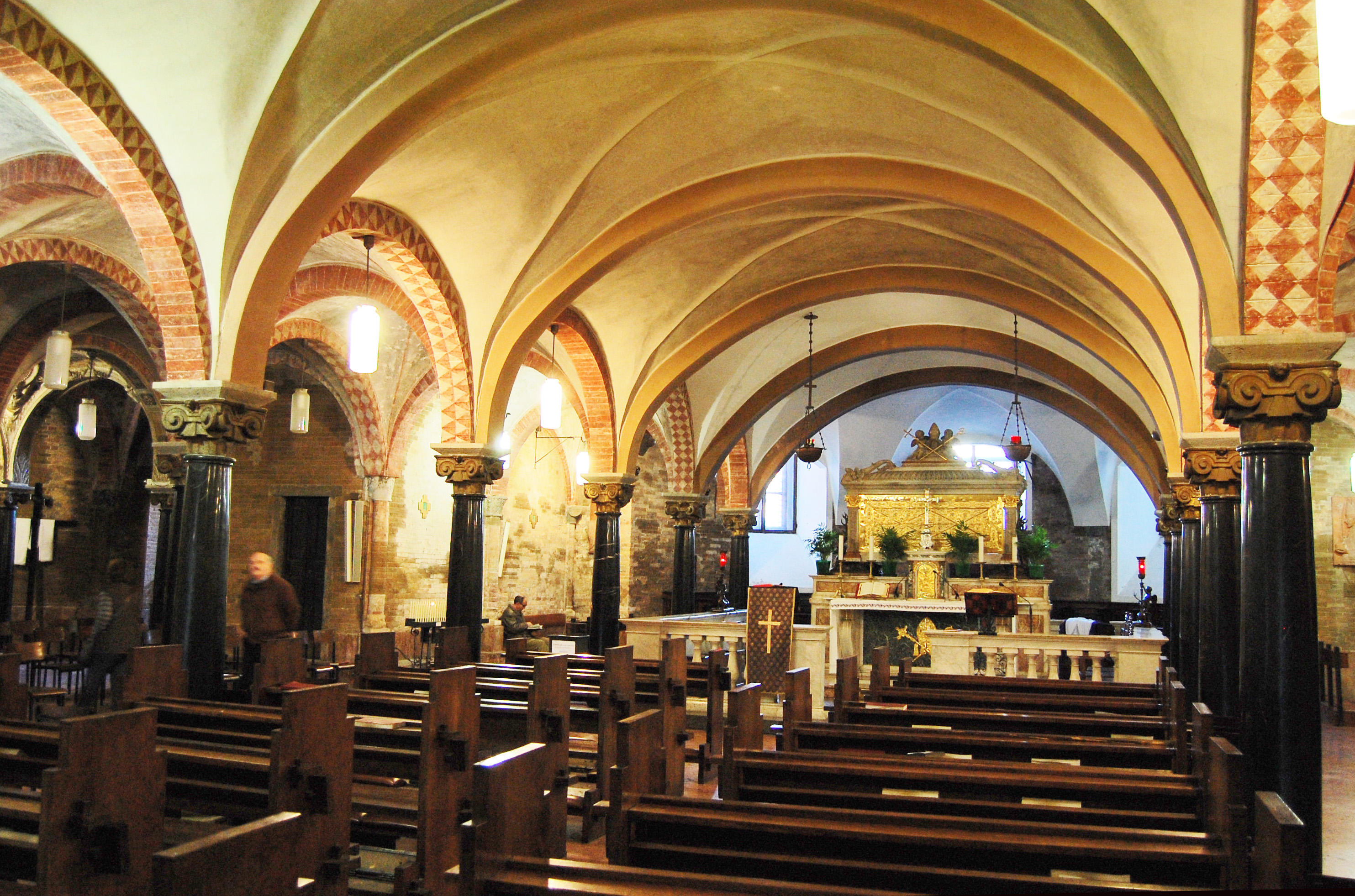
La crypte.

La crypte, dont l'entrée dispose d'un bas-relief du XIIe siècle, est la plus vieille partie de la cathédrale. À l'origine, la chaussée était 65 cm plus haute et les voûtes étaient soutenues par des pilastres de maçonnerie. En son centre se trouve l'autel (1856), qui abrite les restes de saint Bassiano. Sur la gauche de l'autel se trouve celui de saint Alberto Quadrelli (it), évêque de Lodi 1168 à 1173.
Dans la partie gauche de la nef est présenté un groupe de sculptures du XVe siècle représentant un Christ mort.